# دراریه
دراریه (به عربی: دراریة) یک شهرداری در الجزایر است که در استان الجزیره واقع شده‌است.